# Підлісне ТВ
Підлісне ТВ (рос. ПОДЛЕСНОЕ ЛО, Подлеслаг) — табірне відділення системи виправно-трудових установ ГУЛАГ.
Організоване 14.05.53 (перейменовано з БУДІВНИЦТВА 620 І ВТТ);

закрите 02.02.55 (таб. підр. передані в Баковський ВТТ).
Адреса: Калінінська обл., м.Кімри, п/я БЕ-1

## Виконувані роботи
- обслуговування Будівництва 620,
- буд-во установки «КМ» АН СРСР, «гідротех. лабораторії» МСМ.

## Чисельність з/к
- 15.07.53 — 741;
- 01.01.54 — 1233;
- 01.01.55 — 1565